# Physalis nicandroides
Physalis nicandroides là loài thực vật có hoa trong họ Cà. Loài này được Schltdl. miêu tả khoa học đầu tiên năm 1847.